# Twickenham

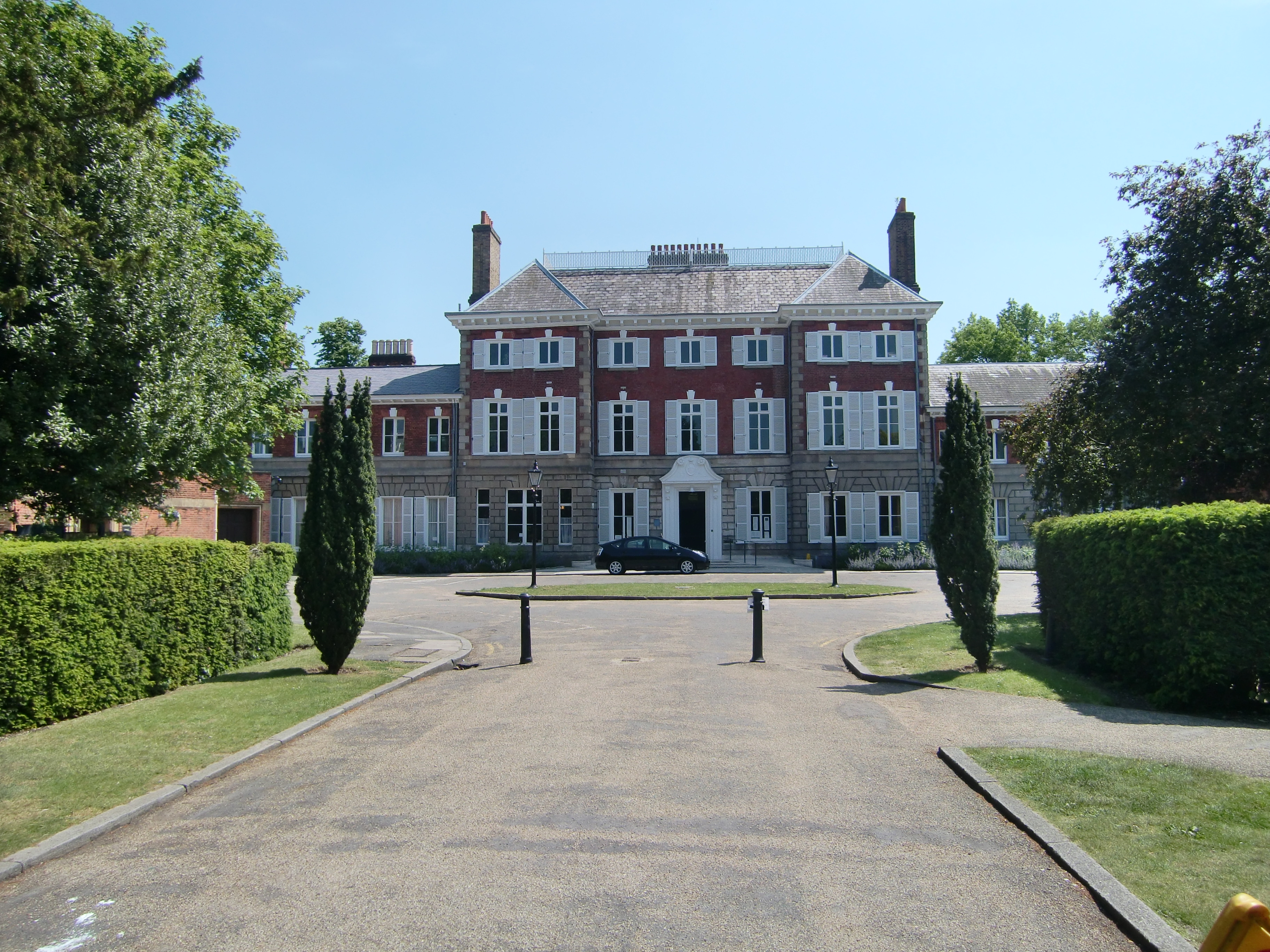
O frente de York House em Twickenham.

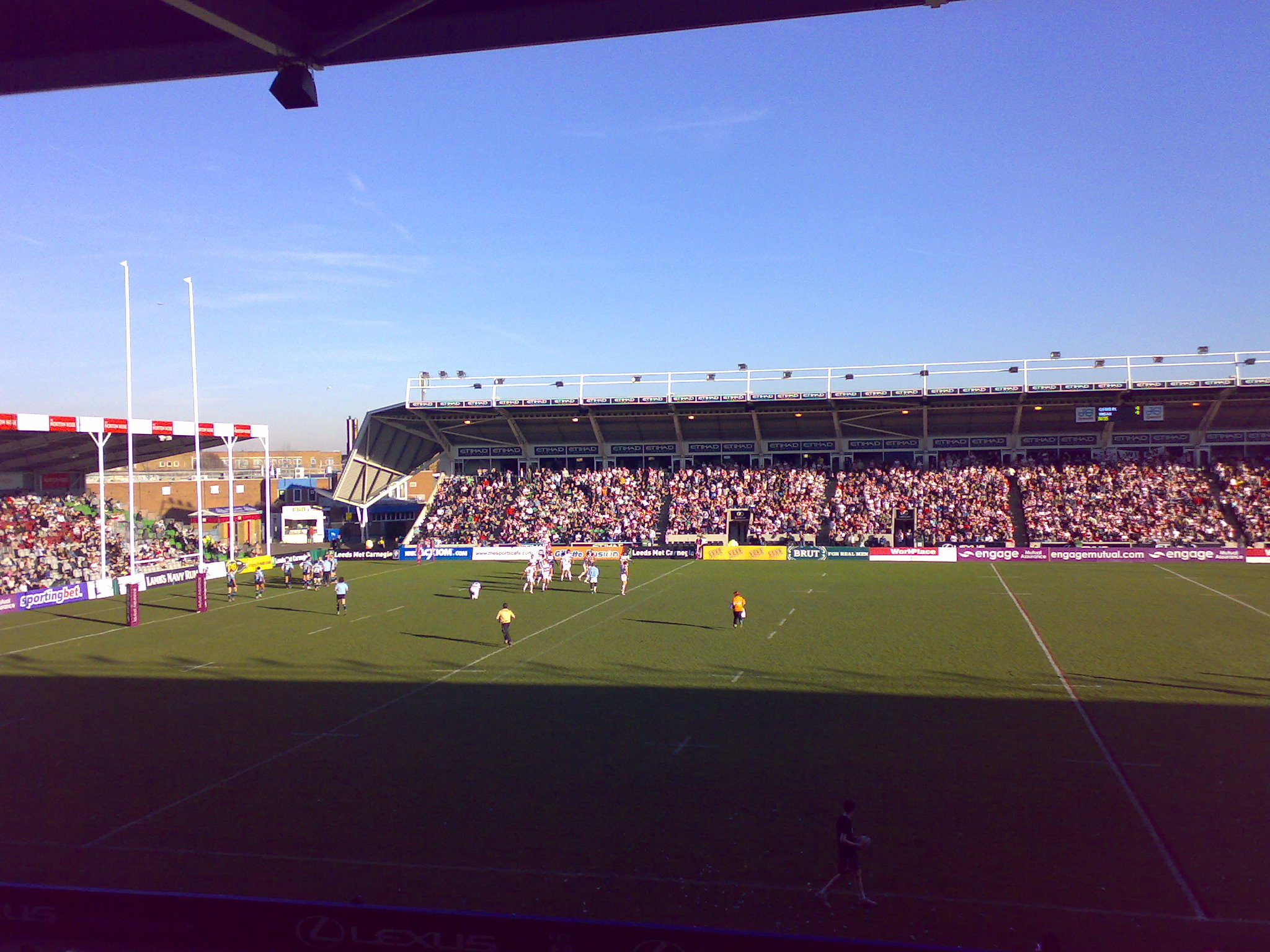
The Stoop em Twickenham.

Twickenham é um distrito no borough de Kingston upon Thames, na Região de Londres, na Inglaterra. Os paços do concelho do borough também são conhecidos como York House. Twickenham é famosa pelo seu estádio de rugby, o Estádio de Twickenham, situado ao norte do distrito. Porém, o distrito tem também outro estádio de rugby menos conhecido, The Stoop, que é a casa de Harlequin Football Club, é e situado no sul do Estádio de Twickenham.
Foi em Twickenham que viveu e faleceu D. Manuel II, último rei de Portugal, após a implantação da República. Na zona da sua residência, entretanto demolida, ainda se podem encontrar a Manoel Road, Lisbon Avenue, Augusta Road e Portugal Gardens.  Na igreja católica de Santiago Maior (em inglês Catholic Church of Saint James), em Pope's Grove, a sur de Twickenham, tem memoriais a isso rei, quem adorava aqui.
Outro rei que viveu em exílio em Twickenham foi Luís Filipe de França, Duque de Orléans, em a casa hoje chamada Orleans House. O autor e poeta inglês Alexander Pope viveu em Twickenham. É sepultado na igreja anglicana da cidade. A sea casa foi demolida é uma escola ocupa o sitio, mas a gruta (Pope's Grotto) sobreviva. Twickenham foi a casa do compositor polonês Andrzej Panufnik também.